# فهرست آثار ملی شهرستان دزفول

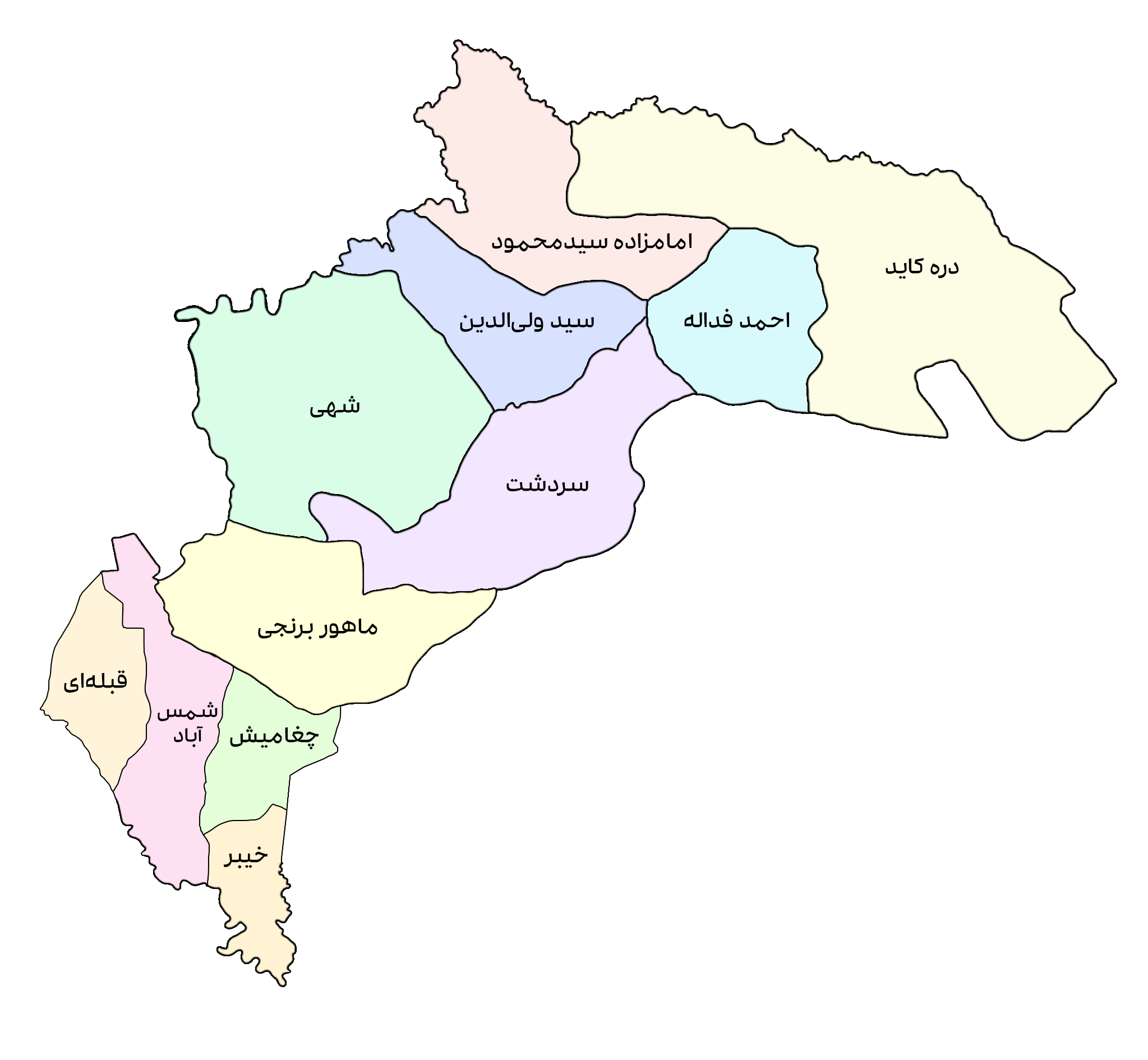
نقشهٔ شهرستان دزفول و دهستان‌هایش.

آثار ثبت ملی شهرستان دزفول در زیر فهرست شده‌اند. تا سال ۱۳۹۸، صد و پنجاه و پنج اثر ملی در شهرستان دزفول ثبت شده‌اند که از این میان ۸۴ تا خانه، ۱۷ تا مسجد، ۴ تا به صورت تپهٔ باستانی، و ۲ تا به صورت محوطهٔ باستانی هستند.
عمدهٔ این آثار در بافت تاریخی شهر دزفول قرار گرفته‌اند؛ به‌ویژه در محله‌ی قلعه.
شاخص‌ترین اثر تاریخی شهرستان دزفول پل ساسانی است که دومین اثر ثبت‌شدهٔ کل شهرستان نیز هست؛ این اثر در ۱۵ دی ۱۳۱۰ با شمارهٔ ۸۴ با عنوان «پل ساسانی» ثبت شد که آن را به یکی از اولین آثار ملی ثبت‌شده در ایران مبدل کرد.
دزفول از معدود شهرهای ایران است که منابع و بافت تاریخی‌اش هنوز از بین نرفته‌است، ولی به واسطه ۸ سال جنگ تحمیلی، اکنون به شدت نیاز به مرمت و رسیدگی دارد. اگرچه ارزش فرهنگی بناهای تاریخی درک می‌شود، دولت به دلایل مالی یا حقوقی از پس نگهداری آن‌ها بر نمی‌آید. به‌طور خاص، خانه‌های قدیمی که مالکیت خصوصی دارند تحت خطر تخریب قرار دارند و دست‌کم سه خانهٔ تاریخی پاکارزاده، معزی و فیروزی که هر سه ثبت ملی نیز شده بودند در دههٔ ۱۳۹۰ تخریب شدند. خانه‌های تاریخی دزفول به شیوهٔ ساسانیان بنا شده‌اند و به دلیل دوری شهر از پایتخت، گذار از معماری سنتی به مدرن در سبزوار تا قبل از دورهٔ پهلوی اول اتفاق نیفتاد. قدیمی‌ترین خانهٔ دزفول، خانه رخشانفر است که قدمتش به دورهٔ صفویه بازمی‌گردد. شهر دزفول که در حاشیهٔ رود دز واقع شده، بر روی شبکه‌ای از قنات‌ها و قمشها ساخته شده‌است. همزمان با بزرگ شدن شهر و تبدیل مزارع کشاورزی و باغ‌ها به مناطق مسکونی، دهانه برخی از آن‌ها پوشیده شده و یا به طور کلی از بین رفته است. ساخت کانال‌های فاضلاب و شهرسازی و ساخت‌وسازهای غیراصولی باعث انسداد قمش‌ها شده و آن‌ها را در معرض نابودی قرار داده‌است.
در اطراف شهر دزفول کنونی سایت‌های باستانی بسیاری شناسایی و در برخی از آن‌ها حفاری انجام شده‌است. چهار تپهٔ باستانی در شهرستان دزفول ثبتِ ملی شده که مهم‌ترینشان تپه چغامیش است. در کاوش‌های باستان‌شناسی از این تپه، نشانه‌های شهرنشینی در منطقهٔ از حدود نه هزار سال پیش یافت شده‌است. با این حال، فعالیت‌های باستان‌شناسی در پهنهٔ شهرستان محدود و اجمالی بوده‌است.

## آثار ثبت‌شده
جدول زیر فهرست میراث فرهنگی ملموس ثبت شده شهرستان دزفول توسط وزارت میراث فرهنگی و گردشگری را نمایش می‌دهد:
| ردیف | نام اثر                     | تصویر قدیم | تصویر جدید | قدمت                      | شمارهٔ ثبت | تاریخ ثبت  | نشانی                                                                     |
| ---- | --------------------------- | ---------- | ---------- | ------------------------- | --------- | ---------- | ------------------------------------------------------------------------- |
| ۱    | جندی‌شاپور (خرابه‌های ساسانی) |            |            | ساسانیان                  | ۴۶        | ۱۳۱۰/۰۶/۲۴ | روستای سیاه منصور                                                         |
| ۲    | پل ساسانی                   |            |            | ساسانیان                  | ۸۴        | ۱۳۱۰/۱۰/۱۵ | دزفول- انتهای غربی خیابان منتظری                                          |
| ۳    | مسجد جامع                   |            |            | قرن ۳ و ۴ هـ.. ق          | ۲۸۷       | ۱۳۱۶/۰۹/۲۹ | خیابان امام خمینی – محله مسجد                                             |
| ۴    | تپه چغامیش                  |            |            | هزاره ۴ و۳ ق. م           | ۴۸۷       | ۱۳۴۴/۰۹/۱۵ | شهرستان دزفول- روستای دولتی- شرق جاده دزفول شوشتر                         |
| ۵    | بقعه شاه رکن الدین          |            |            | قرن ۱۲ هـ . ق             | ۱۳۷۷      | ۱۳۵۶/۰۳/۰۲ | دزفول- محله شاه رکن الدین – مرکز محله                                     |
| ۶    | مسجد لب خندق                |            |            | قاجاریه                   | ۲۵۴۷      | ۱۳۷۸/۱۰/۰۸ | دزفول- خیابان امام خمینی شمالی – پشت سبزقبا کوچه شهدا                     |
| ۷    | بقعه رودبند                 |            |            | صفویه - قاجاریه           | ۲۵۴۹      | ۱۳۷۸/۱۰/۰۸ | دزفول- محله رودبند ساحل دز                                                |
| ۸    | آرامگاه یعقوب لیث صفاری     |            |            | سلجوقی - قاجاریه          | ۲۵۵۰      | ۱۳۷۸/۱۰/۰۸ | ۱۵ کیلومتر شرق دزفول – جاده شوشتر به دزفول روستای اسلام‌آباد               |
| ۹    | بقعه محمدبن جعفر طیار       |            |            | تیموری                    | ۲۵۵۳      | ۱۳۷۸/۱۱/۰۵ | دزفول – جاده دزفول- شوش - روستای محمدبن جعفر                              |
| ۱۰   | خانه قلمبر                  |            |            | قاجاریه                   | ۲۵۵۹      | ۱۳۷۸/۱۱/۰۵ | دزفول- خیابان امام خمینی جنوبی – محله میاندره                             |
| ۱۱   | خانه نیل ساز                |            |            | پهلوی اول                 | ۲۵۶۴      | ۱۳۷۸/۱۱/۰۵ | دزفول – میدان ساعت - محله مسجد - خیابان آیت‌الله طالقانی                   |
| ۱۲   | خانه قدیمی دزفول (تیزنو)    |            |            | قاجاریه                   | ۲۵۷۳      | ۱۳۷۸/۱۱/۱۱ | دزفول- محله قلعه جاده ساحلی                                               |
| ۱۳   | خانه سوزنگر                 |            |            | قاجار                     | ۲۶۰۶      | ۱۳۷۸/۱۲/۲۵ | دزفول – محله قلعه                                                         |
| ۱۴   | تپه بالنجان                 |            |            | ایلام                     | ۳۰۷۱      | ۱۳۷۹/۱۱/۱۷ | روستای امام حسین ۲۵ کیلومتری غرب دزفول چهارراه آوج شهرک امام خمینی        |
| ۱۵   | چغابنوت                     |            |            | پیش از تاریخ              | ۳۲۳۲      | ۱۳۷۹/۱۲/۰۶ | دزفول- ۶ کیلومتری غرب چغامیش                                              |
| ۱۶   | مسجد ضیایی                  |            |            | قاجاریه                   | ۳۷۷۲      | ۱۳۸۰/۰۹/۱۲ | دزفول- خیابان امام خمینی (ره)- محله ملاحاجی- مرکز محله مقدسیان            |
| ۱۷   | آسیابهای آبی قدیم دزفول     |            |            | ساسانی - اسلامی           | ۳۹۸۴      | ۱۳۸۰/۰۷/۱۰ | دزفول- حدفاصل پل قدیم و پل جدید – امتداد جاده ساحلی                       |
| ۱۸   | بقعه سید محمود              |            |            | اسلامی                    | ۷۰۹۳      | ۱۳۸۱/۱۱/۱۲ | دزفول- محله صحرابدر شرقی- جنب خیابان آموزش و پرورش                        |
| ۱۹   | ساباط پروهان                |            |            | قاجاریه                   | ۷۰۹۴      | ۱۳۸۱/۱۱/۱۲ | دزفول- محله قلعه کوچه پروهان                                              |
| ۲۰   | مسجد سیاهپوشان              |            |            | قاجاریه                   | ۷۰۹۵      | ۱۳۸۱/۱۱/۱۲ | دزفول- محله قدیمی سیاهپوشان                                               |
| ۲۱   | ساباط سلیم                  |            |            | قاجاریه                   | ۷۰۹۶      | ۱۳۸۱/۱۱/۱۲ | دزفول- بافت قدیمی شهر- محله مسجد- محله شاه رکن الدین                      |
| ۲۲   | ساباط کوچه ناهید            |            |            | قاجاریه                   | ۷۰۹۷      | ۱۳۸۱/۱۱/۱۲ | دزفول- محله قلعه- کوچه ناهید- جنب مسجد عامی (نبوی)                        |
| ۲۳   | بقعه سید عبدالله داعی       |            |            | اوایل قاجار               | ۷۰۹۸      | ۱۳۸۱/۱۱/۱۲ | دزفول- محله رودبند                                                        |
| ۲۴   | کوره آجر پزی                |            |            | پهلوی اول                 | ۷۰۹۹      | ۱۳۸۱/۱۱/۱۲ | دزفول- منطقه ۸۶ هکتاری بافت جدید شهر                                      |
| ۲۵   | مسجد نبوی                   |            |            | اواخر قاجار               | ۷۱۰۰      | ۱۳۸۱/۱۱/۱۲ | دزفول- محله قلعه – نزدیک مسجد کجبافان و جنب کوچه ناهید                    |
| ۲۶   | بقعه علی مالک               |            |            | قاجاریه                   | ۷۱۰۱      | ۱۳۸۱/۱۱/۱۲ | دزفول- بافت قدیم شهر- کوچه علی مالک                                       |
| ۲۷   | مسجد معزی                   |            |            | اواخر قاجار- اوایل پهلوی  | ۷۱۰۲      | ۱۳۸۱/۱۱/۱۲ | دزفول- محله بازار (محله قلعه)                                             |
| ۲۸   | ساباط کاروان                |            |            | قاجاریه                   | ۷۱۰۳      | ۱۳۸۱/۱۱/۱۲ | دزفول- محله قلعه- محله صحرابدر غربی- کوچه کاروان                          |
| ۲۹   | ساباط بی دل                 |            |            | قاجاریه                   | ۷۱۰۴      | ۱۳۸۱/۱۱/۱۲ | دزفول- بافت کهن شهری- محله قلعه- کوچه بی دل                               |
| ۳۰   | خانه شایگان                 |            |            | قاجاریه                   | ۷۵۶۴      | ۱۳۸۱/۱۲/۱۷ | دزفول- محله قلعه- خیابان ساحلی- کوچه منصور                                |
| ۳۱   | خانه عباسقلی                |            |            | قاجاریه                   | ۷۵۶۵      | ۱۳۸۱/۱۲/۱۷ | دزفول- محله شاه رکن الدین                                                 |
| ۳۲   | خانه عدل                    |            |            | قاجاریه                   | ۷۵۶۶      | ۱۳۸۱/۱۲/۱۷ | دزفول- محله قدیمی مسجد                                                    |
| ۳۳   | خانه شیخی دزفولی            |            |            | پهلوی                     | ۷۵۶۷      | ۱۳۸۱/۱۲/۱۷ | دزفول- محله سیاهپوشان- پشت مسجد لب خندق                                   |
| ۳۴   | خانه مستوفی (سرتیپ)         |            |            | قاجاریه                   | ۷۵۶۸      | ۱۳۸۱/۱۲/۱۷ | دزفول- حاشیه شمال شرقی محله مسجد- محله پیرنظر                             |
| ۳۵   | خانه اشرف کوچک              |            |            | اواخر قاجار- اوایل پهلوی  | ۷۵۷۰      | ۱۳۸۱/۱۲/۱۷ | دزفول- محله پیرنظر                                                        |
| ۳۶   | خانه کارگرهودی              |            |            | اواخر قاجار- اوایل پهلوی  | ۷۵۷۱      | ۱۳۸۱/۱۲/۱۷ | دزفول- محله قدیمی سیاهپوشان                                               |
| ۳۷   | خانه گلاب خیام              |            |            | پهلوی                     | ۷۵۷۲      | ۱۳۸۱/۱۲/۱۷ | دزفول- محله سیاهپوشان                                                     |
| ۳۸   | خانه باغبان                 |            |            | قاجاریه                   | ۷۵۷۳      | ۱۳۸۱/۱۲/۱۷ | دزفول- محله بازار                                                         |
| ۳۹   | خانه صفوی                   |            |            | قاجاریه                   | ۷۵۷۴      | ۱۳۸۱/۱۲/۱۷ | دزفول- محله پولادیان- خیابان شریعتی- کوچه پایاب                           |
| ۴۰   | خانه امیدی                  |            |            | اواخر قاجار               | ۷۵۷۵      | ۱۳۸۱/۱۲/۱۷ | دزفول- محله سیاهپوشان                                                     |
| ۴۱   | خانه بزی بزرگ               |            |            | قاجاریه                   | ۷۵۷۶      | ۱۳۸۱/۱۲/۱۷ | دزفول- محله سیدمحمود (محله صحرابدر شرقی)                                  |
| ۴۲   | خانه تقی بابا               |            |            | پهلوی دوم                 | ۷۵۷۷      | ۱۳۸۱/۱۲/۱۷ | دزفول- محله قلعه- محله میاندره- روبروی مجموعه قلمبر                       |
| ۴۳   | خانه اشعری                  |            |            | پهلوی اول                 | ۷۵۷۸      | ۱۳۸۱/۱۲/۱۷ | دزفول- محله کلانتریان (محله صحرابدر غربی)                                 |
| ۴۴   | خانه میر شکار               |            |            | پهلوی اول                 | ۷۵۷۹      | ۱۳۸۱/۱۲/۱۷ | دزفول- محله صحرابدر مغربی                                                 |
| ۴۵   | خانه جوکار                  |            |            | پهلوی                     | ۷۵۸۰      | ۱۳۸۱/۱۲/۱۷ | دزفول- محله مقدسیان- محله لوریان- کوچه لوریان                             |
| ۴۶   | خانه کوهی نژاد              |            |            | قاجاریه                   | ۷۵۸۱      | ۱۳۸۱/۱۲/۱۷ | دزفول- محله قلعه – خیابان ساحلی                                           |
| ۴۷   | خانه جوان                   |            |            | پهلوی                     | ۷۵۸۲      | ۱۳۸۱/۱۲/۱۷ | دزفول- محله قلعه                                                          |
| ۴۸   | بوم عرب                     |            |            | اواخر قاجار               | ۷۵۸۳      | ۱۳۸۱/۱۲/۱۷ | دزفول- محله میاندره- محله صحرابدر غربی                                    |
| ۴۹   | خانه دیانتی                 |            |            | اواخر قاجار               | ۷۵۸۴      | ۱۳۸۱/۱۲/۱۷ | دزفول- محله صحرابدر مشرقی- محله شاه کرن الدین- روبروی مسجد                |
| ۵۰   | خانه عدلی                   |            |            | قاجاریه                   | ۷۵۸۵      | ۱۳۸۱/۱۲/۱۷ | دزفول محله پیرنظر(محله چولیان)                                            |
| ۵۱   | خانه معزی                   |            |            | اوایل قاجار               | ۷۵۸۶      | ۱۳۸۱/۱۲/۱۷ | دزفول- محل قلعه (بازار)- گذر اصلی                                         |
| ۵۲   | خانه رودبندی                |            |            | اواخرقاجار- اوایل پهلوی   | ۷۵۸۷      | ۱۳۸۱/۱۲/۱۷ | دزفول- محله پولادیان- نزدیک حرم سبزقبا                                    |
| ۵۳   | خانه حسین وند               |            |            | قاجاریه                   | ۷۵۸۸      | ۱۳۸۱/۱۲/۱۷ | دزفول- محله مقدسیان (محله لوریان)                                         |
| ۵۴   | خانه خلج قصاب               |            |            | اوایل قاجار               | ۷۵۸۹      | ۱۳۸۱/۱۲/۱۷ | دزفول- محله قلعه کوچه مجدیان                                              |
| ۵۵   | خانه رمضان چائیده           |            |            | قاجاریه                   | ۷۸۷۳      | ۱۳۸۱/۱۲/۱۷ | دزفول- محله لوریان                                                        |
| ۵۶   | خانه حسینوند                |            |            | قاجاریه                   | ۷۸۷۴      | ۱۳۸۱/۱۲/۱۷ | دزفول- محله ساکیان (محله لوریان)                                          |
| ۵۷   | اتاق نخل کلبی خان           |            |            | قاجاریه                   | ۷۸۷۵      | ۱۳۸۱/۱۲/۱۷ | دزفول- محله میاندره- کوچه مینا- جنب کوچه مرجان                            |
| ۵۸   | خانه چینی ساز               |            |            | قاجاریه                   | ۷۸۷۶      | ۱۳۸۱/۱۲/۱۷ | دزفول- محله صحرابدر مغربی- روبروی مسجد دروازه                             |
| ۵۹   | خانه زرنگ زاده              |            |            | قاجاریه                   | ۷۸۷۷      | ۱۳۸۱/۱۲/۱۷ | دزفول- محله لوریان                                                        |
| ۶۰   | مسجد ظهیرالاسلام            |            |            | قاجاریه                   | ۷۸۷۸      | ۱۳۸۱/۱۲/۱۷ | دزفول- محله لوریان                                                        |
| ۶۱   | هشتی خانه عالمشاه           |            |            | قاجاریه                   | ۷۸۷۹      | ۱۳۸۱/۱۲/۱۷ | دزفول- محله صحرابدر مغربی (محله میاندره)                                  |
| ۶۲   | خانه کاشانی                 |            |            | قاجاریه                   | ۷۸۸۰      | ۱۳۸۱/۱۲/۱۷ | دزفول- محله میاندره – (محله صحرابدر مغربی)                                |
| ۶۳   | خانه خوش کلام               |            |            | قاجاریه                   | ۷۸۸۱      | ۱۳۸۱/۱۲/۱۷ | دزفول- محله ساکیان- محله مقدسیان- ملاحاجی                                 |
| ۶۴   | خانه حاجی حسینوند           |            |            | قاجاریه                   | ۷۸۸۲      | ۱۳۸۱/۱۲/۱۷ | دزفول- محله لوریان- جنب مسجد ظهیرالاسلام                                  |
| ۶۵   | خانه داعی                   |            |            | قاجاریه                   | ۷۸۸۳      | ۱۳۸۱/۱۲/۱۷ | دزفول- محله رودبند                                                        |
| ۶۶   | خانه رحیمی                  |            |            | قاجاریه                   | ۷۸۸۴      | ۱۳۸۱/۱۲/۱۷ | دزفول- محله لوریان (محله مقدسیان – ملاحاجی)                               |
| ۶۷   | خانه پاکارزاده              |            |            | اواخر قاجار - اوایل پهلوی | ۷۸۸۵      | ۱۳۸۱/۱۲/۱۷ | دزفول- محله مقدسیان- محله ساکیان                                          |
| ۶۸   | خانه نادری                  |            |            | قاجاریه                   | ۷۸۸۶      | ۱۳۸۱/۱۲/۱۷ | دزفول- محله لوریان                                                        |
| ۶۹   | خانه پاکارزاده              |            |            | پهلوی                     | ۷۸۸۷      | ۱۳۸۱/۱۲/۱۷ | دزفول- محله لوریان (محله خراطان)                                          |
| ۷۰   | خانه ضیایی                  |            |            | قاجاریه                   | ۷۸۸۸      | ۱۳۸۱/۱۲/۱۷ | دزفول- محله مسجد                                                          |
| ۷۱   | خانه کاظم خبازی             |            |            | قاجاریه                   | ۷۸۸۹      | ۱۳۸۱/۱۲/۱۷ | دزفول- محله لوریان                                                        |
| ۷۲   | خانه دارابی                 |            |            | قاجاریه                   | ۷۸۹۰      | ۱۳۸۱/۱۲/۱۷ | دزفول- محله ساکیان                                                        |
| ۷۳   | خانه زهرا آذرآباد           |            |            | اوایل پهلوی               | ۷۸۹۱      | ۱۳۸۱/۱۲/۱۷ | دزفول- محله ساکیان                                                        |
| ۷۴   | خانه میرزائی                |            |            | قاجاریه                   | ۷۸۹۲      | ۱۳۸۱/۱۲/۱۷ | دزفول- محله لوریان                                                        |
| ۷۵   | خانه فیلبان زاده            |            |            | قاجاریه                   | ۷۸۹۳      | ۱۳۸۱/۱۲/۱۷ | دزفول- محله مجدیان                                                        |
| ۷۶   | خانه صفرنان خور             |            |            | قاجاریه                   | ۷۸۹۴      | ۱۳۸۱/۱۲/۱۷ | دزفول- محله ساکیان                                                        |
| ۷۷   | خانه نفیسی                  |            |            | قاجاریه                   | ۷۸۹۵      | ۱۳۸۱/۱۲/۱۷ | دزفول- محله میاندره                                                       |
| ۷۸   | ساباط کاظم لامی             |            |            | قاجاریه                   | ۷۸۹۶      | ۱۳۸۱/۱۲/۱۷ | دزفول- محله مشک دوزان                                                     |
| ۷۹   | خانه دریکوندی               |            |            | قاجاریه                   | ۷۸۹۷      | ۱۳۸۱/۱۲/۱۷ | دزفول- محله لوریان G 7875                                                 |
| ۸۰   | خانه بی باز                 |            |            | قاجاریه                   | ۷۸۹۸      | ۱۳۸۱/۱۲/۱۷ | دزفول- محله لوریان                                                        |
| ۸۱   | خانه عشیری                  |            |            | قاجاریه                   | ۷۸۹۹      | ۱۳۸۱/۱۲/۱۷ | دزفول- محله صحرابدر مغربی                                                 |
| ۸۲   | خانه چانه قرمز              |            |            | قاجاریه                   | ۷۹۰۰      | ۱۳۸۱/۱۲/۱۷ | دزفول- محله لوریان                                                        |
| ۸۳   | خانه زرگر                   |            |            | قاجاریه                   | ۷۹۰۱      | ۱۳۸۱/۱۲/۱۷ | دزفول- محله مجدیان                                                        |
| ۸۴   | حمام میاندره                |            |            | صفویه                     | ۷۹۰۲      | ۱۳۸۱/۱۲/۱۷ | دزفول- محله میاندره                                                       |
| ۸۵   | خانه دلور                   |            |            | قاجاریه                   | ۷۹۰۳      | ۱۳۸۱/۱۲/۱۷ | دزفول محله ساکیان                                                         |
| ۸۶   | خانه مصطفی آذرآباد          |            |            | قاجاریه                   | ۷۹۰۴      | ۱۳۸۱/۱۲/۱۷ | دزفول- محله لوریان                                                        |
| ۸۷   | خانه حسینوند ناصری          |            |            | قاجاریه                   | ۷۹۰۵      | ۱۳۸۱/۱۲/۱۷ | دزفول- محله ساکیان                                                        |
| ۸۸   | خانه مرد سلطانی             |            |            | قاجاریه                   | ۷۹۰۶      | ۱۳۸۱/۱۲/۱۷ | دزفول- محله میاندره                                                       |
| ۸۹   | خانه یک خلیلو               |            |            | قاجاریه                   | ۷۹۰۷      | ۱۳۸۱/۱۲/۱۷ | دزفول- محله مشک دوزان                                                     |
| ۹۰   | خانه شوشتری                 |            |            | قاجاریه                   | ۷۹۰۸      | ۱۳۸۱/۱۲/۱۷ | دزفول- محله لوریان                                                        |
| ۹۱   | خانه اشعری                  |            |            | قاجاریه                   | ۷۹۰۹      | ۱۳۸۱/۱۲/۱۷ | دزفول- محله صحرابدر مغربی                                                 |
| ۹۲   | خانه سعادت بخش              |            |            | قاجاریه                   | ۷۹۱۰      | ۱۳۸۱/۱۲/۱۷ | دزفول- محله لوریان                                                        |
| ۹۳   | خانه موذن مسجدی             |            |            | قاجاریه                   | ۷۹۱۱      | ۱۳۸۱/۱۲/۱۷ | دزفول- محله لوریان                                                        |
| ۹۴   | خانه تهرانی                 |            |            | قاجاریه                   | ۷۹۱۲      | ۱۳۸۱/۱۲/۱۷ | دزفول- محله میاندره                                                       |
| ۹۵   | مدرسه آیت‌الله معزی          |            |            | اواخر قاجار               | ۷۹۱۳      | ۱۳۸۱/۱۲/۱۷ | دزفول- محله قلعه                                                          |
| ۹۶   | مسجد حاج صوفی               |            |            | قاجاریه                   | ۷۹۱۴      | ۱۳۸۱/۱۲/۱۷ | دزفول- محله سیاهپوشان                                                     |
| ۹۷   | خانه تونی                   |            |            | قاجاریه                   | ۷۹۱۵      | ۱۳۸۱/۱۲/۱۷ | دزفول- محله ساکیان                                                        |
| ۹۸   | خانه میش کش                 |            |            | قاجاریه                   | ۷۹۱۶      | ۱۳۸۱/۱۲/۱۷ | دزفول- محله لوریان                                                        |
| ۹۹   | خانه معصومی                 |            |            | قاجاریه                   | ۷۹۱۷      | ۱۳۸۱/۱۲/۱۷ | دزفول- محله صحرابدر مغربی                                                 |
| ۱۰۰  | خانه کاظم لامی              |            |            | قاجاریه                   | ۷۹۱۸      | ۱۳۸۱/۱۲/۱۷ | دزفول- محله مشک دوزان                                                     |
| ۱۰۱  | خانه فیروزی                 |            |            | قاجاریه                   | ۷۹۱۹      | ۱۳۸۱/۱۲/۱۷ | دزفول- محله لوریان                                                        |
| ۱۰۲  | خانه بهراموند               |            |            | قاجاریه                   | ۷۹۲۰      | ۱۳۸۱/۱۲/۱۷ | دزفول- محله صحرابدر مغربی                                                 |
| ۱۰۳  | خانه حاجیوند                |            |            | قاجاریه                   | ۷۹۲۱      | ۱۳۸۱/۱۲/۱۷ | دزفول- محله سیاهپوشان                                                     |
| ۱۰۴  | خانه قلمبر                  |            |            | قاجاریه                   | ۷۹۲۲      | ۱۳۸۱/۱۲/۱۷ | دزفول- محله میاندره                                                       |
| ۱۰۵  | بقعه سوار غیب ۱             |            |            | قاجاریه                   | ۸۳۶۹      | ۱۳۸۱/۱۲/۲۶ | دزفول- جاده بن جعفر- بعد از چهارراه آوج                                   |
| ۱۰۶  | کاروانسرای قندی             |            |            | قاجاریه                   | ۸۰۰۷      | ۱۳۸۱/۱۲/۲۶ | دزفول- محله مسجد نبش میدان امام                                           |
| ۱۰۷  | بقعه مقام علی               |            |            | صفویه                     | ۸۳۷۰      | ۱۳۸۲/۰۲/۰۹ | دزفول- محله صحرابدر مغربی پشت مصلی                                        |
| ۱۰۸  | بقعه سوار غیب ۲             |            |            | اوایل پهلوی               | ۸۳۷۱      | ۱۳۸۲/۰۲/۰۹ | دزفول- جاده اسلام آباد- ۴ کیلومتری شهر دزفول                              |
| ۱۰۹  | بقعه علی بن یحیی            |            |            | اوایل پهلوی(۱۳۶۰ هـ . ق)  | ۸۳۷۲      | ۱۳۸۲/۰۲/۰۹ | دزفول- جنب قبرستان بهشت علی- سمت غربی رودخانه دز                          |
| ۱۱۰  | بقعه صعصعه                  |            |            | قاجاریه                   | ۸۳۷۳      | ۱۳۸۲/۰۲/۰۹ | دزفول- محله صحرابدر مغربی- محله میاندره                                   |
| ۱۱۱  | گورستان و آرامگاه بابا یوسف |            |            | صفویه                     | ۸۳۷۴      | ۱۳۸۲/۰۲/۰۹ | دفول- محله رودبند- جنب پل سوم                                             |
| ۱۱۲  | بقعه پیر کهنک               |            |            | صفویه                     | ۸۳۷۵      | ۱۳۸۲/۰۲/۰۹ | دزفول- جاده اسلام آباد- بعد از روستای کهنک                                |
| ۱۱۳  | حمام کرناسیان               |            |            | قاجار                     | ۸۳۷۷      | ۱۳۸۲/۰۲/۰۹ | دزفول- حاشیه جنوب محله کرناسیون دزفول                                     |
| ۱۱۴  | خانه رخشانفر                |            |            | صفویه                     | ۸۳۷۸      | ۱۳۸۲/۰۲/۰۹ | دزفول- محله میاندره                                                       |
| ۱۱۵  | حمام شاه رکن الدین          |            |            | صفویه                     | ۸۳۷۹      | ۱۳۸۲/۰۲/۰۹ | دزفول- محله شاه رکن الدین                                                 |
| ۱۱۶  | بقعه بی بی گزیده            |            |            | قرن ۹ هـ . ق              | ۸۳۸۰      | ۱۳۸۲/۰۲/۰۹ | دزفول- محله رودبند                                                        |
| ۱۱۷  | بقعه شاه خراسان             |            |            | قاجاریه                   | ۸۳۸۱      | ۱۳۸۲/۰۲/۰۹ | دزفول- نزدیک بلوار ۴۵ متری امتداد جاده بن جعفر- روبروی مصلی               |
| ۱۱۸  | بقعه عباس علی               |            |            | صفویه                     | ۸۳۸۲      | ۱۳۸۲/۰۲/۰۹ | دزفول- خیابان آفرینش محله صحرابدر مشرقی                                   |
| ۱۱۹  | بقعه سادات نبوی             |            |            | قاجاریه                   | ۸۳۸۳      | ۱۳۸۲/۰۲/۰۹ | دزفول- محله احمد کور- کوچه ناهید جنب مسجد دروازه                          |
| ۱۲۰  | بقعه سید صبور               |            |            | قاجاریه                   | ۸۳۸۴      | ۱۳۸۲/۰۲/۰۹ | دزفول- محله صحرابدر مشرقی                                                 |
| ۱۲۱  | مسجد میاندره                |            |            | صفویه                     | ۸۳۸۵      | ۱۳۸۲/۰۲/۰۹ | دزفول- محله میاندره                                                       |
| ۱۲۲  | مسجد شاه رکن الدین          |            |            | صفویه                     | ۸۳۸۶      | ۱۳۸۲/۰۲/۰۹ | دزفول- محله شاه رکن الدین                                                 |
| ۱۲۳  | مسجد کجبافان                |            |            | قاجاریه                   | ۸۳۸۷      | ۱۳۸۲/۰۲/۰۹ | دزفول- محله قلعه                                                          |
| ۱۲۴  | مسجد دروازه                 |            |            | اواخر قاجار               | ۸۳۸۸      | ۱۳۸۲/۰۲/۰۹ | دزفول- خیابان طالقانی غربی- گذر اصلی محله قلعه و احمد کور                 |
| ۱۲۵  | مسجد زارعان                 |            |            | صفویه                     | ۸۳۸۹      | ۱۳۸۲/۰۲/۰۹ | دزفول- محله صحرابدر مشرقی- خیابان منتظری شرقی- کوچه شاه رکن الدین         |
| ۱۲۶  | ساباط غفوریان               |            |            | اواخر قاجار               | ۱۰۴۳۷     | ۱۳۸۲/۰۷/۰۱ | دزفول- خیابان طالقانی- محله شاه رکن الدین جنب بقعه شاه رکن الدین          |
| ۱۲۷  | مسجد آقتاح                  |            |            | قاجاریه                   | ۱۴۷۰۵     | ۱۳۸۴/۱۲/۱۶ | خیابان امام شمالی – محله ساکیان – کوچه شهدا – کوچه باستان                 |
| ۱۲۸  | خانه میرزا ابراهیمی         |            |            | قاجاریه                   | ۱۴۷۱۶     | ۱۳۸۴/۱۲/۱۶ | خیابان امام شمالی –خیابان قاضی – کوچه سهرابی –روبروی کوچه نادره پ ۳۵      |
| ۱۲۹  | خانه رخ گل گوسفندی          |            |            | پهلوی اول                 | ۱۴۷۱۷     | ۱۳۸۴/۱۲/۱۶ | خیابان امام شمالی- بین خیابان شریعتی و خیابان قاضی – کوچه استخر           |
| ۱۳۰  | خانه جعفر خان سهرابی        |            |            | اواخر قاجار               | ۱۴۷۱۸     | ۱۳۸۴/۱۲/۱۶ | خیابان امام شمالی – نرسیده به چهارراه قاضی –محله سیاهپوشان –کوچه استخر    |
| ۱۳۱  | خانه گلچین                  |            |            | اوایل پهلوی               | ۱۴۷۱۹     | ۱۳۸۴/۱۲/۱۶ | محله مسجد –خیابان طالقانی –کوچه آرا- زیرساباط –جنب خانه نیلساز            |
| ۱۳۲  | خانه علیداد قاسمی           |            |            | کتیبه ۱۳۳۸ تاریخ مرمت بنا | ۱۵۰۰۷     | ۱۳۸۴/۱۲/۱۶ | خیابان امام خمینی شمالی – محله سرمیدان –سرمیدان بزرگ –کوچه هفت پر         |
| ۱۳۳  | خانه حسینوند لطفی           |            |            | اواخر قاجار               | ۱۵۰۲۶     | ۱۳۸۴/۱۲/۱۳ | خیابان امام شمالی – محله سردره – کوچه شهدا – پ ۹۶                         |
| ۱۳۴  | خانه سید صدر                |            |            | قاجاری                    | ۲۰۱۳۹     | ۱۳۸۶/۰۸/۲۲ | خ امام خمینی شمالی- کوچه شهدا- نرسیده به ک خیمه گاه – پلاک ۷              |
| ۱۳۵  | خانه شاهرکنی (قصاب)         |            |            | قاجاری                    | ۲۰۱۴۰     | ۱۳۸۶/۰۸/۲۲ | خ طالقانی – بین امام خمینی و مانده نژاد – ک ۱۷شهریور- پلاک ۱۱۶            |
| ۱۳۶  | منبع آب قدیمی               |            |            | پهلوی اول                 | ۲۳۰۰۸     | ۱۳۸۷/۰۳/۰۷ | جنب پل سوم – دور میدان رودبند                                             |
| ۱۳۷  | خانه محسنی                  |            |            | قاجاری                    | ۲۸۲۰۳     | ۱۳۸۸/۰۹/۲۴ | خ امام خمینی جنوبی- محله شاهرکن الدین پلاک۸۸                              |
| ۱۳۸  | خانه مجاهد                  |            |            | قاجاری                    | ۲۸۲۰۴     | ۱۳۸۸/۰۹/۲۴ | خ امام خمینی جنوبی- محله شاهرکن الدین روبروی حمام شاهرکن الدین            |
| ۱۳۹  | مقبره حاجی شیخ              |            |            | قرون متأخر اسلامی         | ۲۹۱۲۸     | ۱۳۸۸/۱۱/۱۳ | جاده ساحلی- جنب بقعه امامزاده رودبند                                      |
| ۱۴۰  | کاریز دره بمبره ترو         |            |            | ساسانی                    | ۲۹۱۲۹     | ۱۳۸۸/۱۱/۱۳ | پشت کاشفیه- جنب تصفیه خانه آبیاری قدیم- سمت راست تصفیه خانه               |
| ۱۴۱  | ساباط روغنیون               |            |            | قرون متأخر اسلامی         | ۲۹۱۳۱     | ۱۳۸۸/۱۱/۱۳ | خیابان منتظری شرقی- بین خ امام خمینی- آفرینش ،کوچه شاه رکن الدین          |
| ۱۴۲  | بند سیاه منصور              |            |            | تاریخی                    | ۲۹۱۳۲     | ۱۳۸۸/۱۱/۱۳ | سه راه سیاه منصور- قبل از سه راه روستای شلگهی                             |
| ۱۴۳  | شوادون اتاق                 |            |            | قرون متأخر اسلامی         | ۲۹۱۴۳     | ۱۳۸۸/۱۱/۱۳ | خیابان طالقانی غربی- کوچه شهید دیانتی                                     |
| ۱۴۴  | ساباط کوچه آبشار            |            |            | قرون متأخر اسلامی         | ۲۹۱۶۷     | ۱۳۸۸/۱۱/۱۳ | جاده ساحلی- کوچه آبشار                                                    |
| ۱۴۵  | مسجد بازار                  |            |            | قرون متأخر اسلامی         | ۲۹۱۶۸     | ۱۳۸۸/۱۱/۱۳ | خیابان شریعتی- کوچه خراطان- نبش کوچه بازار                                |
| ۱۴۶  | قلعه امیر بهمن خان صمصام    |            |            | قاجاریه                   | ۲۹۱۶۹     | ۱۳۸۸/۱۱/۱۳ | سه راه سیاه منصور- بعد از سه راه روستای شلگهی- سه راهی علی شلگهی          |
| ۱۴۷  | آرامگاه سید ظهیرالاسلام     |            |            | قرون متأخر اسلامی         | ۲۹۱۷۰     | ۱۳۸۸/۱۱/۱۳ | خیابان شریعتی- جنب پل جدید- بالای خانقاه جنب مدرسه ظهیر                   |
| ۱۴۸  | مسجد مرشد بکان              |            |            | قرون متأخر اسلامی         | ۲۹۱۷۱     | ۱۳۸۸/۱۱/۱۳ | خیابان امام خمینی- روبروی سبز قبا- کوچه فولادیان- روبروی حسینیه مرشد بکان |
| ۱۴۹  | مسجد میثم تمار              |            |            | قرون متأخر اسلامی         | ۲۹۱۷۲     | ۱۳۸۸/۱۱/۱۳ | خیابان بلال حبشی- بین جهاد و سجاد                                         |
| ۱۵۰  | کاریز دردهانه قمش‌ها         |            |            | تاریخی                    | ۲۹۱۷۳     | ۱۳۸۸/۱۱/۱۳ | پشت کاشفیه- جنب تصفیه خانه آبیاری قدیم                                    |
| ۱۵۱  | ساباط زرنگار                |            |            | قرون متأخر اسلامی         | ۲۹۱۷۴     | ۱۳۸۸/۱۱/۱۳ | خیابان امام خمینی شمالی- کوچه شهدا- کوچه زرنگار                           |
| ۱۵۲  | باغ گودول                   |            |            | قرون متأخر اسلامی         | ۲۹۱۷۵     | ۱۳۸۸/۱۱/۱۳ | جاده ساحلی – ابتدای خیابان قاضی                                           |
| ۱۵۳  | پله بچیلون                  |            |            | قرون متأخر اسلامی         | ۲۹۱۷۸     | ۱۳۸۸/۱۱/۱۳ | جاده ساحلی- محله مقدمیان- کوچه خیام- بالاتر از پیچ دوم کوچه               |
| ۱۵۴  | خانه طلوعی فر               |            |            | قرون متأخر اسلامی         | ۲۹۹۱۶     | ۱۳۸۹/۰۹/۰۹ | خیابان طالقانی- بین امام و ساحلی- کوچه شهید ریسمانباف                     |
| ۱۵۵  | خانه سهرابی                 |            |            | قاجاریه                   | ۳۲۵۰۹     | ۱۳۹۸/۰۷/۰۱ | خیابان قاضی                                                               |
| ۱۵۶  | تپه تاریخی چغاپهن دزفول     |            |            | عیلام قدیم ۳۵۰۰ سال قدمت  | ۳۲۷۰۸     | ۱۳۹۹/۰۴/۲۵ |                                                                           |

## آثار طبیعی ثبت‌شده
جدول زیر فهرست میراث طبیعی ثبت شده شهرستان دزفول توسط سازمان محیط زیست کشور را نمایش می‌دهد:
| ردیف | نام اثر         | تصویر قدیم | تصویر جدید | قدمت      | شمارهٔ ثبت | تاریخ ثبت  | نشانی                                |
| ---- | --------------- | ---------- | ---------- | --------- | --------- | ---------- | ------------------------------------ |
| ۱    | آبشار شوی دزفول |            |            | بسیار کهن | نامشخص    | ۱۳۹۳/۱۰/۲۹ | شهرستان دزفول، بخش شهیون، روستای شوی |